# 愛媛県道49号大島環状線
愛媛県道49号大島環状線（えひめけんどう49ごう おおしまかんじょうせん）は、愛媛県今治市大島を走る、全長約33kmの県道（主要地方道）である。

## 概要
愛媛県今治市の大島を愛媛県道337号名駒友浦線と合わせて一周する、環状道路である。

### 路線データ
- 起点：今治市吉海町名駒（愛媛県越智郡吉海町大字名駒[1]）
- 終点：今治市宮窪町友浦（愛媛県越智郡宮窪町大字友浦[1]）

## 歴史
- 1993年（平成5年）5月11日 - 建設省から、県道大島環状線が大島環状線として主要地方道に指定される[1]。

## 路線状況

### 重複区間
- 国道317号（今治市吉海町名 - 今治市吉海町臥間）

### 道の駅
- 道の駅よしうみいきいき館（国道317号 重複区間）

## 地理

### 通過する自治体
- 今治市

### 交差する道路
- 愛媛県道337号名駒友浦線（起点）
- 国道317号（今治市吉海町名）
- 国道317号（今治市吉海町臥間）
- 国道317号（今治市宮窪町宮窪）
- 愛媛県道337号名駒友浦線（終点）
- 愛媛県道325号今治大三島自転車道線

### 沿線にある施設など
港
- 下田水港
- 宮窪港
- 友浦港
- 幸港

その他
- 村上水軍資料館
- カレイ山展望公園
- よしうみバラ公園
- ハシゾウ（造船所）
- JAおちいまばり宮窪支店
- 泊郵便局
- 椋名みなと公園